# شهرستان الگن
شهرستان الگن (به انگلیسی: Elgin County) یک شهرستان در کانادا است که در انتاریو واقع شده‌است.

## خصوصیات
شهرستان الگن ۴۹٬۵۵۶ نفر جمعیت دارد.